# PNG Air
PNG Air es una aerolínea con sede en el Aeropuerto Internacional de Jacksons de Puerto Moresby (Papúa Nueva Guinea). Opera vuelos regulares nacionales e internacionales, así como trabajos chárter corporativos por contrato. 

## Historia
La aerolínea se estableció originalmente en 1968 y comenzó a operar el 30 de junio de 1987 como Milne Bay Air. Operaba como una compañía de vuelos chárter en la industria del desarrollo de recursos. La aerolínea obtuvo una licencia RPT (servicios regulares de pasajeros) en septiembre de 1992 y recibió su licencia de aerolínea en marzo de 1997. Con su sede y base de operaciones principal en Puerto Moresby, también tenía personal en Cairns (Australia) hasta 2021. PNG Air tiene 750 empleados. En 2008, la aerolínea cotizó en la Bolsa de Valores de Puerto Moresby.
En noviembre de 2015, la aerolínea cambió de marca y presentó una nueva imagen. También recibió su primer avión ATR 72-600, que se convertirá en la columna vertebral de la flota en 2020.

## Destinos
| País               | Destinos       | Aeropuertos                                |
| ------------------ | -------------- | ------------------------------------------ |
| Papúa Nueva Guinea | Alotau         | Aeropuerto de Gurney                       |
| Papúa Nueva Guinea | Aropa          | Aeropuerto de Aropa                        |
| Papúa Nueva Guinea | Buka           | Aeropuerto de Buka                         |
| Papúa Nueva Guinea | Daru           | Aeropuerto de Daru                         |
| Papúa Nueva Guinea | Goroka         | Aeropuerto de Goroka                       |
| Papúa Nueva Guinea | Hoskins        | Aeropuerto de Hoskins                      |
| Papúa Nueva Guinea | Kavieng        | Aeropuerto de Kavieng                      |
| Papúa Nueva Guinea | Kiunga         | Aeropuerto de Kiunga                       |
| Papúa Nueva Guinea | Lae            | Aeropuerto Nadzab                          |
| Papúa Nueva Guinea | Lihir          | Aeropuerto de Lihir                        |
| Papúa Nueva Guinea | Losuia         | Aeropuerto de Losuia                       |
| Papúa Nueva Guinea | Madang         | Aeropuerto de Madang                       |
| Papúa Nueva Guinea | Mendi          | Aeropuerto de Mendi                        |
| Papúa Nueva Guinea | Misima         | Aeropuerto de Misima                       |
| Papúa Nueva Guinea | Moro           | Aeropuerto de Moro                         |
| Papúa Nueva Guinea | Mount Hagen    | Aeropuerto de Mount Hagen                  |
| Papúa Nueva Guinea | Popondetta     | Aeropuerto Girua                           |
| Papúa Nueva Guinea | Puerto Moresby | Aeropuerto Internacional de Jacksons (HUB) |
| Papúa Nueva Guinea | Rabaul         | Aeropuerto de Rabaul                       |
| Papúa Nueva Guinea | Tabubil        | Aeropuerto de Tabubil                      |
| Papúa Nueva Guinea | Tari           | Aeropuerto de Tari                         |
| Papúa Nueva Guinea | Vanimo         | Aeropuerto de Vanimo                       |
| Papúa Nueva Guinea | Wapenamanda    | Aeropuerto de Wapenamanda                  |
| Papúa Nueva Guinea | Wewak          | Aeropuerto de Wewak                        |

## Accidentes e incidentes
- El 15 de diciembre de 1992, un avión de Milne Bay Air Britten-Norman Islander golpeó una montaña cerca de Alotau, Papúa Nueva Guinea. Seis personas murieron.[4]
- El 12 de julio de 1995, un avión de Milne Bay Air de Havilland Canada DHC-6 Twin Otter explotó y se estrelló contra aguas poco profundas poco después de despegar del aeropuerto de Dagura. Trece personas murieron.[4]
- El 11 de mayo de 1996, un Britten-Norman Islander de Milne Bay Air voló a un valle rodeado de terreno elevado cerca de Oumba. El piloto intentó un giro de 180 grados, pero se estrelló contra los árboles. Un pasajero murió.[4]
- El 9 de julio de 1996, un avión Milne Bay Air Twin Otter golpeó una montaña en condiciones nubladas al acercarse a Mendi. Veinte personas murieron.[4]
- El 29 de julio de 2004, un Twin Otter de Airlines PNG se estrelló cerca de Ononge, en condiciones de nubosidad, matando a dos personas.[5]
- El 11 de agosto de 2009, Vuelo 4684 de Airlines PNG, un Twin Otter, hizo un fallido motor y al aire en condiciones nubladas cerca de Kokoda. El avión se estrelló contra una montaña a una altitud de 5500 pies (1676 metros). Las 13 personas a bordo murieron.[5]
- El 13 de octubre de 2011, un Dash 8-100, matrícula P2-MCJ, que operaba Vuelo 1600 de Airlines PNG de Lae a Madang se estrelló a unos 20 km al sur de Madang y se incendió. matando a 28 de las 32 personas a bordo.[6][7]

## Flota

### Flota actual
La flota de PNG Air está formada por las siguientes aeronaves:
| Aeronaves                  | En servicio | Pedidos | Pasajeros (clase única)                                | Matrículas                                             | Antigüedad                                             |
| -------------------------- | ----------- | ------- | ------------------------------------------------------ | ------------------------------------------------------ | ------------------------------------------------------ |
| ATR 72                     | 6           | —       | 72                                                     | P2-ATZ                                                 | 12,2 años                                              |
| ATR 72                     | 6           | —       | 72                                                     | P2-ATR                                                 | 8,9 años                                               |
| ATR 72                     | 6           | —       | 72                                                     | P2-ATB                                                 | 8,5 años                                               |
| ATR 72                     | 6           | —       | 72                                                     | P2-ATD                                                 | 7,8 años                                               |
| ATR 72                     | 6           | —       | 72                                                     | P2-ATE                                                 | 7,3 años                                               |
| ATR 72                     | 6           | —       | 72                                                     | P2-ATF                                                 | 6,9 años                                               |
| De Havilland Canada Dash 8 | 6           | —       | Carga                                                  | P2-MCG                                                 | 40,1 años                                              |
| De Havilland Canada Dash 8 | 6           | —       | 36                                                     | P2-MCL                                                 | 38,6 años                                              |
| De Havilland Canada Dash 8 | 6           | —       | 36                                                     | P2-MCK                                                 | 38,3 años                                              |
| De Havilland Canada Dash 8 | 6           | —       | 36                                                     | P2-MCT                                                 | 35,7 años                                              |
| De Havilland Canada Dash 8 | 6           | —       | 36                                                     | P2-MCI                                                 | 34,7 años                                              |
| De Havilland Canada Dash 8 | 6           | —       | 36                                                     | P2-MCM                                                 | 34,4 años                                              |
| Total                      | 12          | —       | Edad media de la flota (septiembre de 2024): 22,8 años | Edad media de la flota (septiembre de 2024): 22,8 años | Edad media de la flota (septiembre de 2024): 22,8 años |

### Flota histórica
| Aeronaves                            | Total | Introducido | Retirado | Matrículas |
| ------------------------------------ | ----- | ----------- | -------- | --- |
| Beechcraft 1900                      | 2     | 1994        | 2005     | P2-MBX y P2-MBY |
| Beechcraft King Air                  | 1     | 1995        | 1998     | P2-MBZ |
| Cessna 550 Citation II               | 2     | 2003        | 2013     | P2-MBD y P2-SOS |
| De Havilland Canada DHC-6 Twin Otter | 22    | 1968        | 2018     | VH-TGV, VH-TGX, VH-TGY, P2-MBU, P2-MBC, P2-MCR, P2-MBI, P2-MCV, P2-MBB, P2-MCZ, P2-MBA, P2-MBK, P2-MCB, P2-MBL, P2-MCS, P2-MCD, P2-MBT, P2-MCE, P2-MCX (rrg. P2-KSW), P2-EMO, P2-MBM y P2-MCF |
| Dornier Do 228                       | 7     | 1991        | 1999     | P2-MBO, P2-MBP, P2-MBQ, P2-MBR, P2-MBV, P2-MBW y P2-MBH |
| Embraer EMB-110 Bandeirante          | 1     | 1993        | 1996     | VH-WPI |
| Fokker F27 Friendship                | 1     | 1996        | 1997     | VH-TQT |